# Гребенников, Сергей Дмитриевич
Сергей Дмитриевич Гребенников (1896—1951) — советский учёный, кандидат сельскохозяйственных наук, доцент Новосибирского сельскохозяйственного института.

## Биография
Родился в 1896 году. Выпускник Омского сельскохозяйственного института. Занимал должности заместителя агронома Западно-Сибирского крайзу, технического директора Крутоярского зерносовхоза Западно-Сибирского края.
Преподавал в Петропавловском сельскохозяйственном техникуме и Омском сельскохозяйственном институте. Был заведуюшим кафедры растениеводства Новосибирского сельскохозяйственного института.

## Научная деятельность
Работал главным образом в области биологии и экологии зерновых культур Западной Сибири. Занимался агротехникой для яровой пшеницы, озимой ржи, овса, ячменя.
Исследовал псевдорозеточную болезнь овса и ячменя в Западной Сибири. Создал новый метод извлечения каучука из кок-сагыза.
Опубликовал свыше 70 трудов.

## Сочинения
- Зонирование культур и сортов Петропавловского округа. Омск, 1933;
- Определение сортов полевых культур Сибири. Омск, 1939;
- Новые биологические методы выделения каучука из корней кок-сагыза. Новосибирск, 1945;
- Севообороты Новосибирской области. Новосибирск, 1947;
- Яровая пшеница в Сибири. Новосибирск, 1949;
- Озимая рожь в Сибири. Новосибирск, 1949.[1]